# Tyristrand Station
Tyristrand Station (Tyristrand stasjon) er en tidligere jernbanestation på Randsfjordbanen, der ligger i Ringerike kommune i Norge. Stationen åbnede for ekspedition af tog, passagerer og gods 25. november 1867, året før Randsfjordbanen stod færdig i sin helhed. Stationsbygningen blev opført i træ efter tegninger af Georg Andreas Bull.
Oprindeligt hed stationen Skjærdalen, men navnet blev ændret til Skjerdalen i april 1894, for efterfølgende at blive ændret til Skjærdalen igen omkring 1905. Det nuværende navn, Tyristrand, indførtes 15. april 1918. 24. september 1974 blev stationen nedgraderet til fjernstyret station med kun ekspedition af passagerer og gods. 1. maj 1982 blev den yderligere nedgraderet, så der kun var bemanding for persontrafik. Betjeningen med persontog ophørte i slutningen af 1980'erne, men stationen fremgår dog stadig af Jernbaneverkets stationsoversigt.